# つくば開成高等学校
つくば開成高等学校（つくばかいせいこうとうがっこう）は、茨城県牛久市にある私立通信制高等学校である。なお本項では、学校法人つくば開成学園が運営する系列校についても記述する。

## 沿革
- 2003年10月 - つくば開成高等学校開校
- 2015年4月  - つくば開成福岡高等学校、京都つくば開成高等学校開校
- 2017年4月  - つくば開成国際高等学校、つくば開成学園高等学校開校
- 2020年4月  - 大阪つくば開成高等学校開校

## 拠点
2025年6月の時点で高校6校（つくば開成、つくば開成学園、京都つくば開成、つくば開成福岡、つくば開成国際、大阪つくば開成）、分校1校、学習センター13カ所、学習等支援施設4カ所を設置している。拠点一覧は公式サイトを参照のこと。

## 入学試験
- 日本全国から出願できる。ただし京都・福岡は狭域通信制として、出願時に当該府県在住が条件となっている。
- 入試は書類選考メインで行われるが、必要に応じて面接が行われる事もある。
- 前籍校で修得した普通科目の単位は全て引き継がれるが専門科目に関しては24単位が上限となっている。

## 学習レポート
- レポートの提出は各教科2 - 12枚程度。
- 問題は教科書にそった内容になっている。

## 単位認定試験
- 1、2年次生は9月と2月に3年次生は7月と12月に行われる。
- 問題は各期のレポートの中から出題される。

## その他
- 最寄りの鉄道駅はJR常磐線牛久駅である（牛久本校）。
- つくば開成福岡高は上記の通り福岡県より高等学校通信制課程の認可を受けているが、学校として公式に「通信制課程での認可は便宜上のもの（学校の表現としては「生徒のために通信制という形を取っているだけの普通高校[1]）である」と広報している[2]ため、一般的な全日制以外（定時制、通信制）の高校を「普通ではない高校」と見做している。

## 主な卒業生
- 常盤聡（プロサッカー選手、ザスパクサツ群馬所属）
- 新井純平（プロサッカー選手、AC長野パルセイロ所属）
- 竹村真琴（プロゴルファー）※向陽台高等学校から編入
- 岩田きく（女子プロ野球選手）
- 川又咲紀（将棋女流棋士）
- 鈴木奈々（女性ファッションモデル、タレント）
- 中村輪夢（BMX選手）※京都校[3]